# Puerto Navarino
Puerto Navarino – miejscowość i port w południowym Chile, na wyspie Navarino nad kanałem Beagle. Administracyjnie należy do gminy Cabo de Hornos w prowincji Magallanes. Całoroczny port łączy miejscowość (i całą wyspę) z argentyńskim miastem Ushuaia. Z ośrodkiem administracyjnym gminy (i głównym miastem wyspy) – Puerto Williams – jest połączone nieutwardzoną drogą.